# João Carlos de Brito Capelo
Se procura outras pessoas com o nome Brito Capelo, veja Brito Capelo (desambiguação).
João Carlos de Brito Capelo (Lisboa, 8 de Março de 1831 — Lisboa, 2 de Maio de 1901) foi um oficial naval, vice-almirante da Marinha de Guerra Portuguesa, engenheiro hidrográfico e meteorologista, que foi director do Observatório Meteorológico do Infante D. Luiz. Foi sócio correspondente da Academia Real das Ciências de Lisboa, à qual foi admitido a 18 de Abril de 1872. Notabilizou-se pelos seus estudos sobre a relação entre as manchas solares e o campo magnético terrestre, área em que foi pioneiro. Era irmão do explorador Hermenegildo Capelo.
Em sua honra, o observatório meteorológico e magnético criada no ano de 1919 em Luanda recebeu o nome de Observatório de João Capelo.

## Obras publicadas
- Instruções Meteorológicas, Lisboa, 1890.
- Résumé Météorologique du Portugal, Imprimerie National, Lisboa, 1879.
- La pluie à Lisbonne, Imprimerie National, Lisboa, 1879.
- Guia para o uso das cartas dos ventos e correntes do Golpho de Guiné, Lisboa, 1861. 65p.
- Ventos e correntes do Golpho de Guiné …, [1861], 4 mapas.
- «Carta de ventos e correntes do Oceano Atlântico. Segundo Trimestre, 1.ª Série parte norte». , Lisboa, 1905